# Playa de Candás
La playa La Pregona se ubica en el espacio portuario de la villa de Candás, en el concejo asturiano de Carreño, España. Forma parte de la Costa Central asturiana, la cual se caracteriza por ser de los pocos tramos costeros de Asturias que no tiene protección medioambiental.

## Descripción
Se trata de una playa en forma de concha, con finas arenas doradas, que tiene poco uso debido a encontrarse junto a la salida de un colector, lo que provoca la frecuente presencia de olores desagradables.
En la playa pueden observarse formaciones rocosas como la conocida como La Farola, que debe su nombre a un antiguo faro vigía para los pescadores; y la llamada Peña Furada, que sirve de separador con la contigua playa de La Palmera.
Cuenta con gran variedad de servicios, aseos, duchas, papeleras, limpieza, teléfono, establecimiento de bebidas y comidas, señalización de peligro así como equipo de salvamento durante la época estival, debido en su mayor parte a estar en pleno caso urbano
De esta playa parte un paseo marítimo que la une con las playas de Carranques, con la de Huelgues,las playas del Tranqueru y Xivares, siendo un paseo de fácil realización a pie.